# Roupec žlutý
Roupec žlutý (Laphria flava) je moucha z čeledi roupcovití.

## Popis
Velikost roupců žlutých je proměnlivá, dosahují délky těla 12 až 25 milimetrů. Mají husté ochlupení ve žluté a černé barvě, takže připomínají čmeláky. 

## Rozšíření
Roupec žlutý je rozšířen v západní, střední a severní Evropě a severní části Balkánu, chybí na Britských ostrovech. Vyskytuje se i v horách, ve výškách i přes 2000 m n. m.
V České republice jde o hojný druh, zejména v nižších polohách.

## Stanoviště
Světlé listnaté a smíšené lesy, kde vyhledává mýtiny a sluncem ozářené kmeny podél lesních cest.

## Biologie

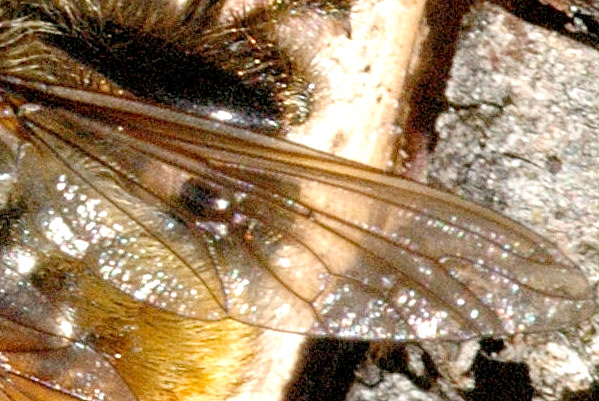
Detail křídla

Samička klade vajíčka pod uvolněnou kůru nebo do země pod listí. Chodbičky, v nichž larvy žijí, obývají společně s larvami brouků. Délka vývinu dosahuje i několika let.

## Potrava
Dospělci loví hmyz. Mají silný sosák, který jim umožňuje prorazit i tvrdou, silně sklerotizovanou kutikulu brouků.